# Hestimoides compactus
Hestimoides compactus är en skalbaggsart som beskrevs av Stefan von Breuning 1939. Hestimoides compactus ingår i släktet Hestimoides och familjen långhorningar. Inga underarter finns listade i Catalogue of Life.